# Monte Sinaí, Oaxaca
Monte Sinaí är en ort i Mexiko.   Den ligger i kommunen Santa María Chilchotla och delstaten Oaxaca, i den sydöstra delen av landet, 280 km sydost om huvudstaden Mexico City. Monte Sinaí ligger 1 313 meter över havet och antalet invånare är 190.
Terrängen runt Monte Sinaí är bergig åt nordväst, men åt sydost är den kuperad. Runt Monte Sinaí är det ganska tätbefolkat, med 139 invånare per kvadratkilometer. Närmaste större samhälle är Huautla de Jiménez, 19,9 km söder om Monte Sinaí. I omgivningarna runt Monte Sinaí växer i huvudsak städsegrön lövskog.